# Mironiega
Mironiega – żeńska forma imienia Mironieg. W tej formie imię nienotowane w źródłach staropolskich.
Mironiega imieniny obchodzi 19 listopada.